# Himne del Futbol Club Barcelona
L'himne oficial del Futbol Club Barcelona s'anomena Cant del Barça. Fou escrit l'any 1974 de la mà de Josep Maria Espinàs i Jaume Picas i compost pel músic català Manuel Valls.
S'estrenà oficialment el 27 de novembre de 1974 al Camp Nou, amb motiu de les noces de platí que celebraven el 75è aniversari del club. El van cantar 3.500 cantaires provinents de 78 corals del Secretariat d'Orfeons de Catalunya, sota la direcció d'Oriol Martorell. Després es disputà un partit entre el Futbol Club Barcelona i la República Democràtica Alemanya.
Al llarg dels anys, s'ha popularitzat arreu per la seva qualitat i el seu caràcter integrador. D'altra banda també l'han interpretat diferents artistes reconeguts com Joan Manuel Serrat o bé Josep Carreras.
La junta directiva de Josep Lluís Núñez, el mateix 1974, va deixar de pagar els drets als seus autors, argumentant que la lletra i la música havien estat donades al club pels autors. La situació, basada en aquesta pretesa donació, que era falsa, es mantingué fins al març de 2013, quan la junta decidí de reconèixer oficialment l'autoria de Valls, Espinàs i Picas i pagar-ne els drets corresponents.
El primer himne es va interpretar el 17 de juliol de 1910, durant el partit entre el primer i el segon equip del FC Barcelona. L'obra va ser composta per José Antonio Lodeiro Piñeiroa.
El 25 de febrer de 1923, es va estrenar el segon himne, amb lletra de Rafael Folch i Capdevila i música d'Enric Morera. L'estrena es va fer a càrrec de l'Orfeó Gracienc al camp de Les Corts, en homenatge a Joan Gamper.
Amb motiu del 50è aniversari, Esteve Calzada va escriure un nou himne, amb música per Joan Dotras. Duia per títol Barcelona, sempre amunt!, i tot i les circumstàncies de l'època, estava escrit en català.
El 1957, Josep Badia va utilitzar el català per escriure noves lletres, l'Himne a l'Estadi, amb motiu de la inauguració del Camp Nou. El mot 'Barça' apareixia, per primer cop en un himne del club, al qual va posar la música Adolf Cabané.
L'èxit del Cant del Barça, que va ser creat i estrenat l'any 1974, va fer oblidar aquests himnes anteriors, especialment l'Himne de l'Estadi, de manera que ningú pensi en la necessitat de cap nou himne.
En ocasió del Centenari es va estrenar un Cant del Centenari, el 22 de setembre del 1998, amb lletra de Ramon Solsona i música d'Antoni Ros Marbà, Tanmateix, com que l'himne anterior era tan bo i tan popular, el club va decidir utilitzar aquest himne només amb el propòsit de celebrar el 100 aniversari de l'equip. El cantautor Joan Manuel Serrat el va interpretar en directe, sobre la gespa del Camp Nou.

## Lletra
Tot el camp

és un clam

som la gent blau-grana.

Tant se val d’on venim

si del sud o del nord

ara estem d’acord, estem d’acord,

una bandera ens agermana.

Blau-grana al vent

un crit valent

tenim un nom

el sap tothom:

Barça, Barça, Barça!

Jugadors

Seguidors

tots units fem força.

Són molts anys plens d’afanys,

són molts gols que hem cridat

i s'ha demostrat, s'ha demostrat,

que mai ningú no ens podrà tòrcer.

Blau-grana al vent

un crit valent

tenim un nom

el sap tothom:

Barça, Barça, Barça!